# 腎盂
腎盂（英語：renal pelvis）是腎臟內側的漏斗狀空腔，下端連接至輸尿管，上端連接二到三個腎大盞。

## 解剖構造
如同輸尿管，腎盂的表面被一層僅有數個細胞厚的黏膜所覆蓋，而黏膜分別是由上方的移行上皮以及下方的結締組織組成的。黏膜呈現部分重疊的現象，這是為了讓尿液經過時腎盂能夠擴張。黏膜下方連接的是肌肉層，縱肌與環肌的搭配收縮幫助了尿液排至輸尿管及膀胱中。對尿液而言，腎盂是不具有通透性的，這也代表著腎盂不參與尿液的再吸收作用。

## 功能
正常人體的尿液形成過程是腎小球首先將血液裡的代謝廢物濾出，經過腎小管再吸收後輸送至集尿管，再由數個集尿管匯合到腎盂，最後腎盂會如漏斗般將尿液收集至輸尿管中。

## 圖片

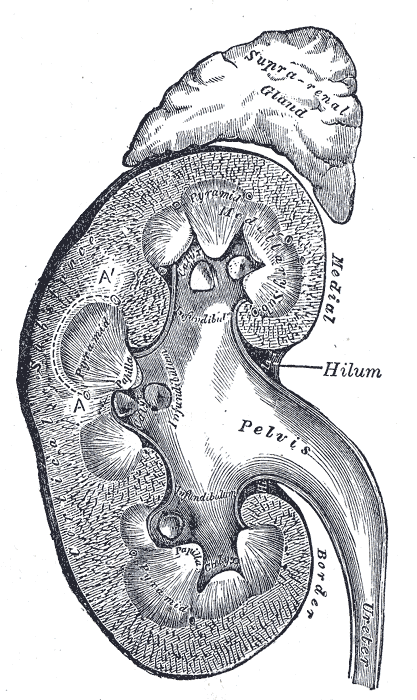
腎臟剖面圖
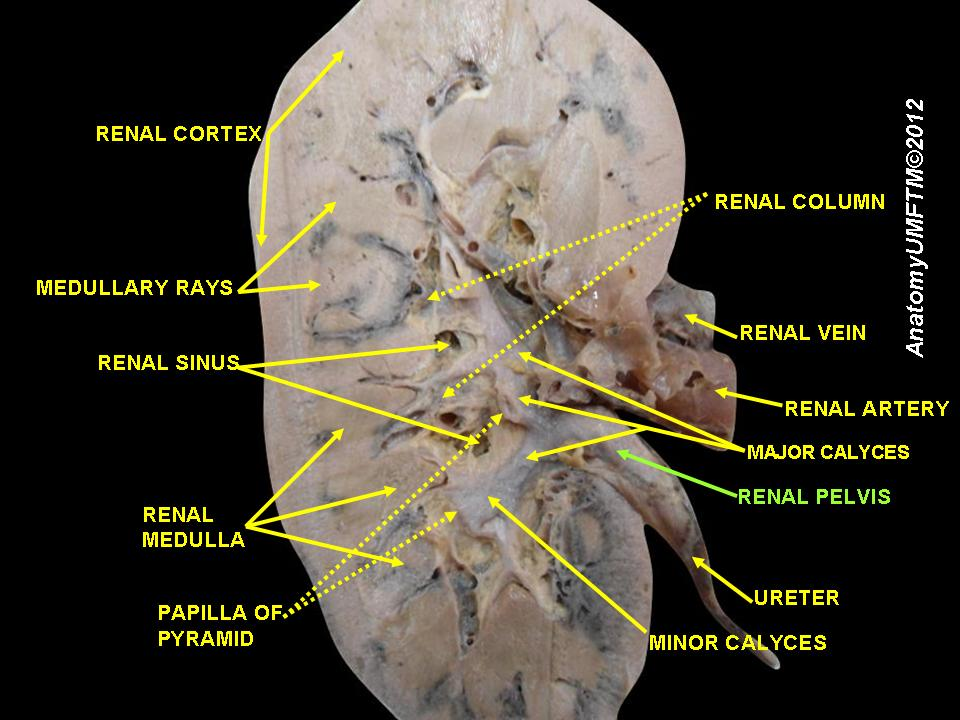
右腎的剖面圖，綠色字體顯示了腎盂的位置
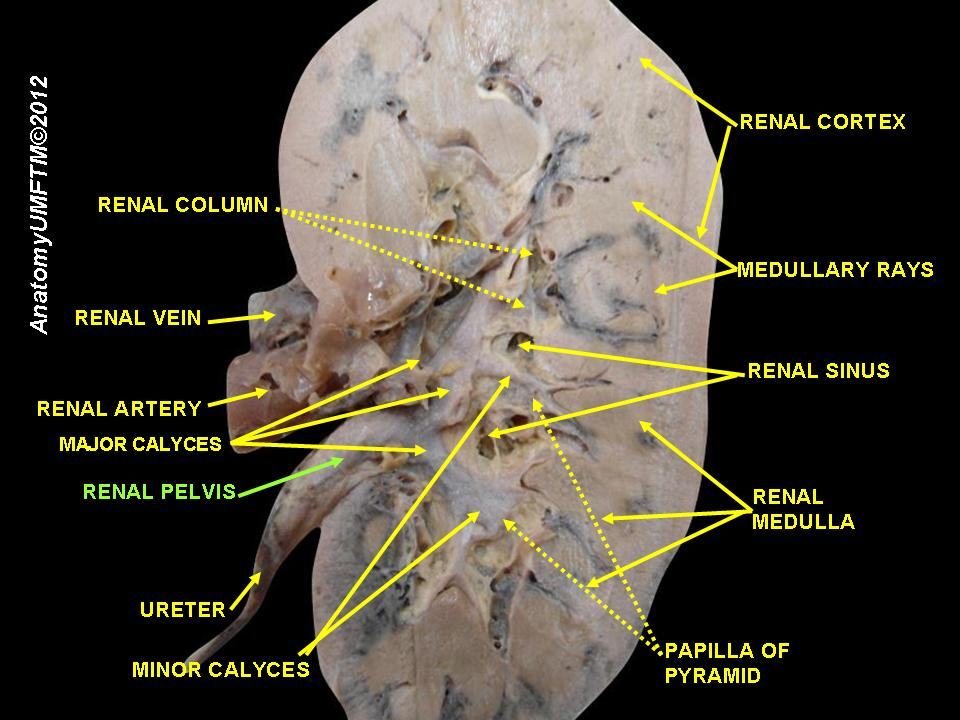
左腎的剖面圖，綠色字體顯示了腎盂的位置
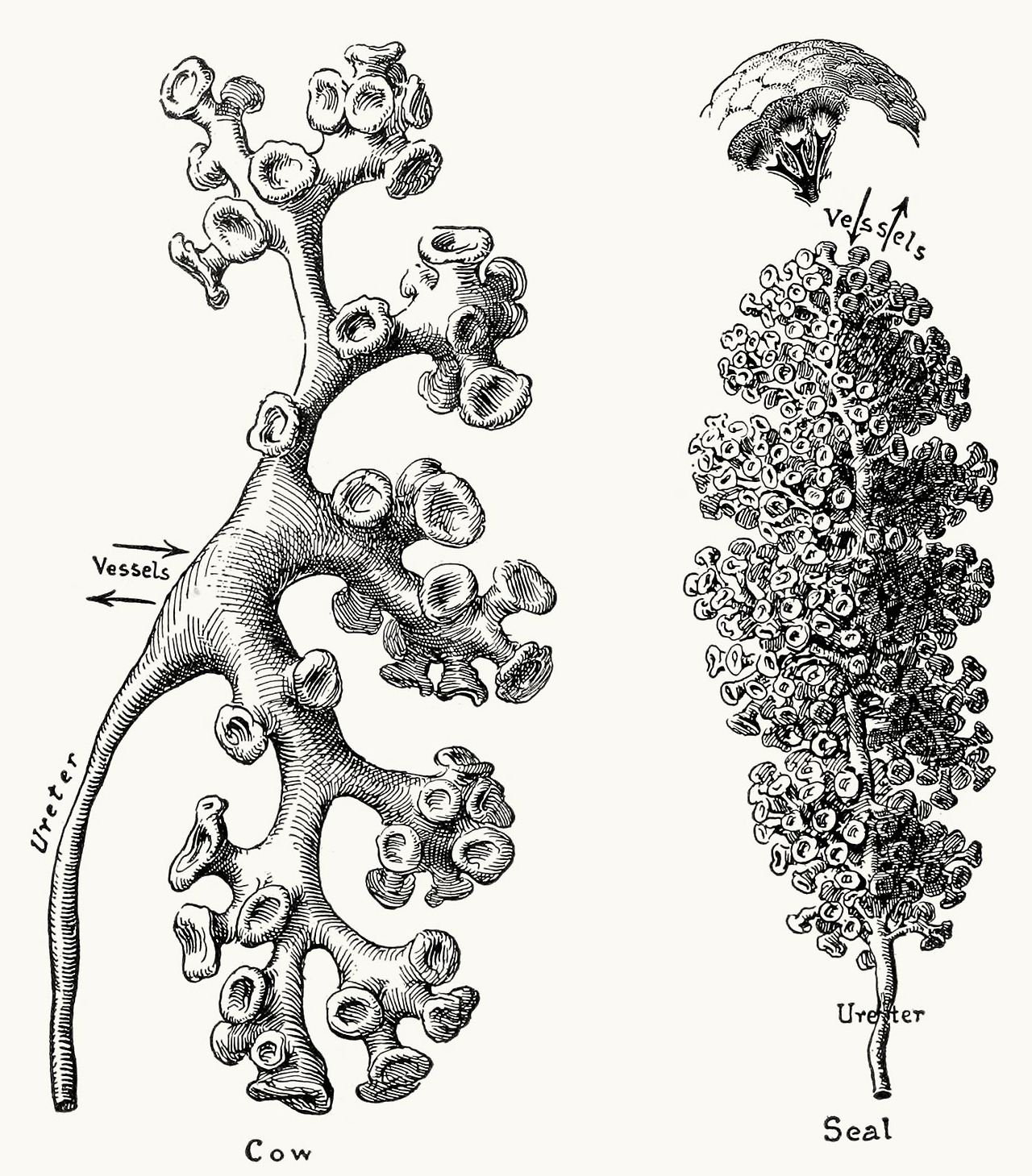
左邊腎盂來自牛，右邊來自海豹。可以發現腎盂大小在不同物種間有很大的差異。

## 臨床意義
腎盂是多種腎癌的發生位置。
腎盂的大小與腎積水的嚴重程度直接相關。正常而言，32週胚胎的腎盂前後徑小於4毫米，隨著胚胎的成長會增加至7毫米。在成年人中，只有13%人口的腎盂橫向直徑超過1公分。

## 外部連結
- Anatomy figure: 40:03-07 at Human Anatomy Online, SUNY Downstate Medical Center—"Section of the kidney, anterior view."
- Anatomy image:8962 at the SUNY Downstate Medical Center
- Organology at UC Davis Urinary/mammal/pelvis0/pelvis1—"Mammal, renal pelvis (Gross, Medium)"
- Organology at UC Davis Urinary/mammal/pelvis1/pelvis1—"Mammal, renal pelvis (LM, Medium)"